# Brusciano
Brusciano község (comune) Olaszország Campania régiójában, Nápoly megyében.

## Fekvése
A megye északi részén fekszik. Határai: Acerra, Castello di Cisterna, Mariglianella, Marigliano és Somma Vesuviana.

## Története
Nevének kialakulását kétféleképpen magyarázzák: az első hipotézis szerint nevét a kosárfonóiról kapta (bixiae, bixianum jelentése nád); a másik feltételezés szerint az i. e. 122-ben ezen a vidéken megtelepedett Brutia (vagy Bruxia) nemesi család után kapta a nevét.
Történelmét földrajzi helyzete alakította ugyanis Nápoly és Nola között fekszik stratégiailag jelentős területen. Cumae megalapítása után az őslakos szamniszok és etruszkok Campania belseje felé kényszerültek visszavonulni megalapítva Nocera Inferiore, Capua és Nola városait. Fejlődését Nola kiépülése befolyásolta a legjobban. Virágkorát i. e. 439-421 között élte. Miután a rómaiak megvetették lábukat a vidéken és Nolát is municipiumi rangra emelték.
Bruscianót, amely évekig Nola védelmét élvezte, a népvándorlások időszakában többször is elpusztították. A normannok idején népesült be ismét, akik fennhatóságukat kiterjesztették a településre is.

## Népessége
A népesség számának alakulása:

## Főbb látnivalói
- Santa Maria delle Grazie-templom
- San Giovanni Battista-templom
- San Sebastiano Martire-templom

## Hagyományok

### Festa dei Gigli
A Festa dei Gigli (Liliomok fesztiválja) egy pogány rituálé ötvözése a keresztény hagyományokkal. A legenda szerint Kr. u. 5. században Nola püspökének Szent Pál halála után ünnepséget rendeztek a püspök afrikai raboskodásának megemlékezésére. Ezt az ünnepséget a nolaiak évente megrendezték, és mai napig megrendezik. 1875-ben Brusciano lakossága eldöntötte, hogy saját fesztivált rendez Páduai Szent Antal halálának évfordulóján, június 13-án, megemlékezve a szent csodatételeiről. Ilyenkor körbeviszik a szent szobrát és a lakosok virágokkal (elsősorban liliomokkal) tisztelegnek a szent szobra előtt.